# Sipirok (plaats)
Sipirok is een bestuurslaag in het regentschap Padang Lawas Utara van de provincie Noord-Sumatra, Indonesië. Sipirok telt 209 inwoners (volkstelling 2010).